# Statul Kwara
Kwara este un stat  în Nigeria. Reședința sa este orașul Ilorin.